# George Jones (officier)
Pour les articles homonymes, voir George Jones (homonymie) et Jones.
George Jones (18 octobre 1896 – 24 août 1992) est un militaire australien, maréchal de l'Air de la Royal Australian Air Force (RAAF). 
Simple soldat pendant la Première Guerre mondiale, il monte en grade jusqu'à sa promotion de maréchal de l'air en 1948, avant d'être nommé chef d'état-major de la Force aérienne de 1942 à 1952, ce qui fait de lui le plus long mandat continu de tous les chefs de la RAAF. Jones est ensuite nommé au poste supérieur de l'Air Force, et ses réalisations à ce poste furent marquées par une relation tendu pendant la Seconde Guerre mondiale avec son subordonné nominal, le chef du commandement de la RAAF, le vice-maréchal de l'air William Bostock.

## Carrière
Pendant la Première Guerre mondiale, Jones a combattu comme fantassin dans la campagne de Gallipoli de 1915, avant d'être transféré dans l'Australian Flying Corps un an plus tard. À l'origine mécanicien, il entreprend une formation au pilotage en 1917 et est affecté à un escadron de chasse en France. Il a remporté sept victoires en devenant un as de l'aviation, et a reçu la Distinguished Flying Cross . Après une courte période dans la vie civile après la Première Guerre mondiale, il rejoint la RAAF nouvellement formée en 1921, et monte rapidement en grade grâce aux formations et ses prises de commande de personnels avant la Seconde Guerre mondiale.
Jones ne rechercha pas activement le poste de chef d'état-major de l'Air avant sa promotion en 1942, et son conflit avec Bostock — avec qui il était ami depuis 20 années — était en partie le résultat d'une structure de commandement divisée, qu'aucun des deux hommes n'avait directement contribué à façonner. Après la guerre, Jones avait la responsabilité globale de transformer ce qui était alors la quatrième plus grande force aérienne du monde en service de temps de paix, qui était également en mesure de répondre aux engagements outre-mer en Malaisie et en Corée. Après sa retraite de la RAAF, il continua à servir dans l'industrie aéronautique et se présenta ensuite sans succès à un poste politique. Il est fait chevalier grand-croix de l'ordre de l'Empire britannique en 1953.

### Lectures complémentaires
- Norman Ashworth, How Not to Run an Air Force! The Higher Command of the Royal Australian Air Force During the Second World War: Volume 1, Canberra, Air Power Studies Centre, 2000 (ISBN 0-642-26550-X, lire en ligne)
- Peter Helson, The Private Air Marshal, Canberra, Air Power Development Centre, 2010 (ISBN 978-1-920800-50-5, lire en ligne)
- George Jones, From Private to Air Marshal, Richmond, Victoria, Greenhouse Publications, 1988 (ISBN 0-86436-118-1)